# Пушкарівка (Полтава)
Пушкарівка — село в Україні, Полтавському районі Полтавської області. Розташоване на струмку Говтвянчик (права притока Ворскли). Знято з обліку як окремий населений пункт у зв'язку із включенням села у межі Полтави 21 вересня 1984 року. Нині у межах обласного центру.

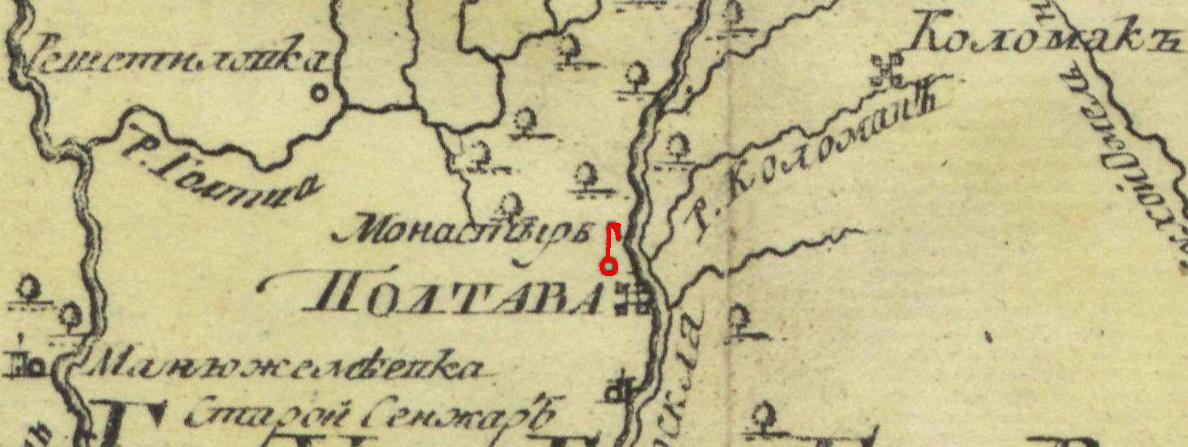
Пушкарівський Вознесенський монастир на карті 1745 року

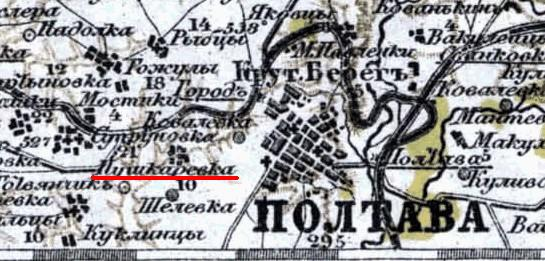
Пушкарівка на карті 1916 року

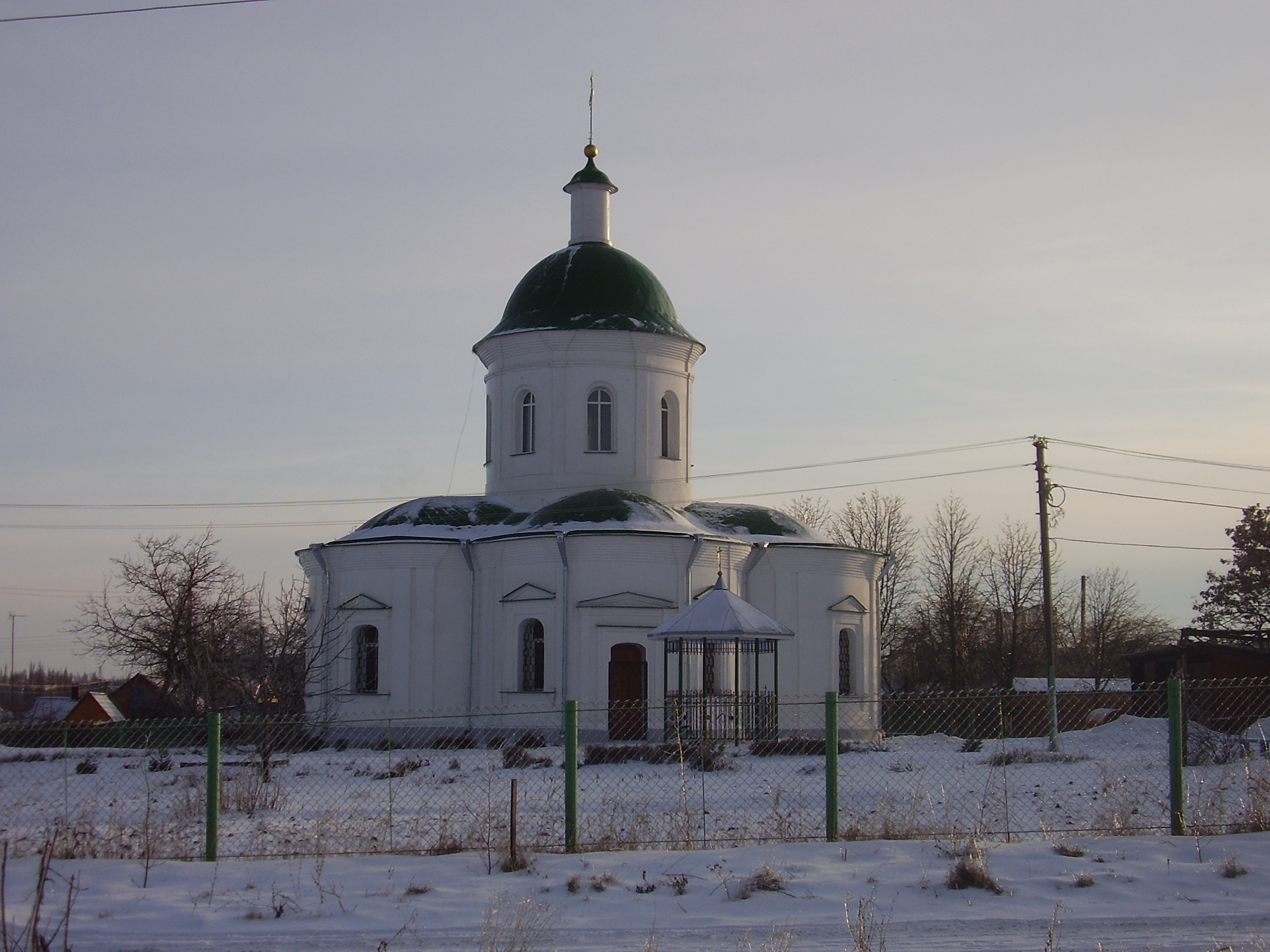
Вознесенська церква Пушкарівського монастиря після реставрації (2010)

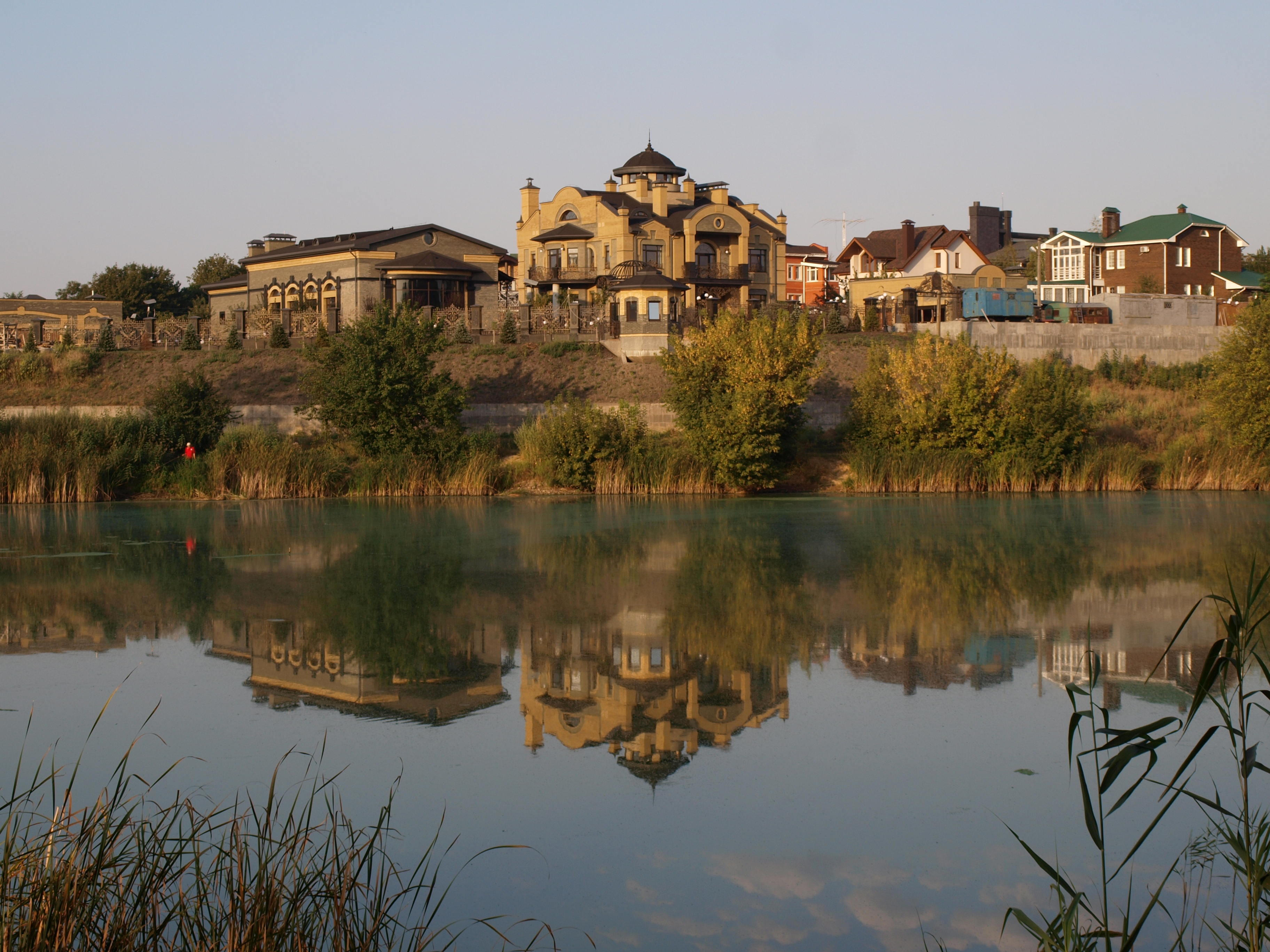
Ставок біля Пушкарівки (2018)

## Історія
Поселення засноване полковником часів Хмельниччини Мартином Пушкарем. Коли 1641 року Полтава перейшла до польського полковника Станіслава Конєцпольського, навколо міста вже існували Пушкарівка, Жуки, Павленки, Петрівка, Рибці, Супрунівка, Яківці та інші, що, на той час, належали українській козацькій старшині. 1646 року частину Полтавщини, до якої належала і Пушкарівка, захопив Ярема Вишневецький.
1690 року, відколи рід Пушкарів втратив свій колишній вплив, гетьманським універсалом її було надано Олександру Чуйкевичу.
Пушкарівка належала до Другої полкової сотні Полтавського полку. На час ревізії 1732 року отаманом у Пушкарівці був Іван Дем'яненко, а осавульцем — Лукаш Селочко. Власником шинку у селі (єдиного козацького) був значковий товариш із добре знаним на Полтавщині прізвищем — Григорій Чуйкевич.
1709 року, під час Полтавської битви, поблизу села стояли у резерві козаки І. Мазепи, а також табір шведського війська Карла XII.
1721 року стараннями полковника Івана Черняка до Пушкарівки було перенесено всі споруди Полтавського Покровського монастиря. Тут він отримав назву Пушкарівського Покровського, а від 1762 року — Пушкарівського Вознесенського, після зведення Вознесенської церкви (49°34′49″ пн. ш. 34°29′45″ сх. д. / 49.58036° пн. ш. 34.495759° сх. д.).
На початку XIX ст. монастир був зліквідований, споруди його зруйновані, церкви розібрані, і залишилася єдина церква — Вознесенська.
На 1859 рік населення села становило 507 осіб, із них 244 чоловіки та 263 жінки.
На межі 90-х років XX ст. була розпочата відбудова Пушкарівської церкви у нинішньому мікрорайоні Полтави Пушкарівський.